# Steinslandsvatnet
Steinslandsvatnet es un lago del municipio de Modalen en la provincia de Hordaland, Noruega. Tiene una superficie de 2,4 km² y es afluente del río Moelva, ubicado en el centro de Modalen. El pueblo de Øvre Helland se asienta en la orilla sur del lago y por el lado oeste está la ruta estatal noruega 345.